# Georgina Alejandra Bujanda Ríos
Georgina Alejandra Bujanda Rios es una abogada y política mexicana miembro del Partido Acción Nacional, es la primera mujer en ocupar el cargo como secretaria general de la Universidad Autónoma de Chihuahua.

## Trayectoria
Bujanda nació en la ciudad de Chihuahua el 28 de marzo de 1983. Licenciada en Derecho, egresada de la Universidad Autónoma de Chihuahua, con maestría en Políticas Públicas comparadas por la Facultad Latinoamericana de Ciencias Sociales de México. Además de contar con una especialidad en Estudios Políticos Aplicados, por la Fundación Internacional y para Iberoamérica de Administración y Políticas Públicas en Madrid,España.
Se especializó en materia de seguridad pública, destacando entre ellos el Diplomado en Mando Policial por la Comisión Nacional de Seguridad y el Centro de Investigación y Docencia Económicas; un Diplomado en prevención Local por el Centro de Estudio de la Seguridad Ciudadana de la Universidad de Chile; Diplomado en Economía Social y de Mercado por la Universidad Iberoamericana.
Ha participado como potente en diversos foros en materia Seguridad Pública, destacando entre ellos su colaboración en las mesas de trabajo para la conformación de la nueva Guardia Nacional en el Congreso de la Unión; Fungió como panelista en el Seminario "Garantías en el proceso penal" organizado por la Agencia Española de Cooperación Internacional y Consejo de Abogacía de España, Cartagena de Indias, Colombia, y en otras áreas relacionadas con el Sistema de Justicia Penal, Seguridad y Administración Pública.

## Trayectoria política
En 2018 fue elegida diputada local al Congreso de Chihuahua por el Distrito 12 para la LXVI Legislatura siendo reelegida en 2021 para la LXVII Legislatura en la que fue nombrada presidenta del Congreso durante el primer año Legislativo.
Tuvo a su cargo la Dirección General del Secretariado Ejecutivo del Sistema Estatal de Seguridad Pública de Chihuahua de 2016 a 2018 durante la administración del gobernador Javier Corral Jurado. Dentro del orden federal, destaca su papel como Secretaria Técnica de la Comisión de la Seguridad Pública en el Congreso de la Unión de 2013 hasta 2016. Así mismo, fue asesora de la presidencia del Grupo parlamentario de la Zona III del Secretariado Ejecutivo del Sistema Nacional de Seguridad Pública de 2011 a 2012.
Laboró como Subdirectora en el área de Profesionalización dentro de la Procuraduría General de la República de 2010 a 2011; en el ámbito municipal, ha tenido diversos cargos en el Ayuntamiento de Chihuahua en donde fungió como asesora del presidente municipal, Carlos Borruel Baquera de 2008 a 2009, además de ocupar el cargo de personal especializado en la Dirección de Seguridad Pública Municipal de 2005 a 2007 durante la administración de Juan Blanco Zaldívar.